# Zigong

Zigong, Tzekung ou Tzukung (自贡) é uma cidade da província de Sujuão, na China. Localiza-se no sul da província. Tem cerca de 710 mil habitantes. Foi criada em 1939 pela fusão de duas cidades: Kung-ching e Tzu-liu-ching.